# Sharp Peak (berg i Hongkong)
Sharp Peak (kinesiska: 蚺蛇尖, 蚺蛇头, 蚺蛇頭) är ett berg i Hongkong (Kina). Det ligger i den nordöstra delen av Hongkong. Toppen på Sharp Peak är 468 meter över havet, eller 377 meter över den omgivande terrängen. Bredden vid basen är 11,9 km.
Terrängen runt Sharp Peak är kuperad åt sydväst, men österut är den platt. Havet är nära Sharp Peak åt nordost.  Närmaste större samhälle är Sai Kung, 12,4 km väster om Sharp Peak. 